# Liste von Piaristenklöstern
Die Liste von Piaristenklöstern führt bestehende und ehemalige Klöster und weitere Niederlassungen des Ordens der armen Regularkanoniker der Mutter Gottes von den frommen Schulen (Piaristen, SP) auf.

## Bestehende Niederlassungen
Im Jahre 2008 gab es über 200 Häuser der Piaristen weltweit, darunter über 100 in Europa.
Österreich
- Horn
- Krems
- Wien[2]

Ungarn
- Budapest (seit 1717)[3]
- Göd (seit 2010)
- Ketschkemet (seit 1714)
- Wieselburg-Ungarisch Altenburg (seit 2001, vorher 1739–?)
- Großkirchen (seit 2003, vorher 1765–?)
- Segedin (seit 1990, vorher 1720–?)
- Waitzen (seit 1990, vorher 1714–?)

## Historische Klöster
Deutschland
- Donaueschingen (1755–1778)
- Kloster St. Trinitatis Günzburg (1750–1807)
- Kempten (1752–1803), mit Stiftsgymnasium Kempten
- Kirchberg/Hunsrück (1758 – 1794, heute katholisches Pfarrhaus)
- Kirn (1757 – 1798), mit Gymnasium Kirn
- Rastatt (1715–1808), mit Ludwig-Wilhelm-Gymnasium, früher Piaristenkolleg, erstes Piaristenkloster in Deutschland
- Trier (von 1777 bis 1810 unterrichteten Piaristen aus Trier am Kollegium Brig in der Schweiz)
- Wallersheim (?–?)
- Kloster Wallerstein (1761–1803, seit 1866 Jesuiten ), mit Piaristenschloss

Österreich
- Kloster Maria Treu Wien, mit Piaristenkirche
- Kloster St. Thekla Wien, mit Kirche

Polen
- Piaristenkloster Krakau, mit Piaristenkirche
- Piaristenkloster Piotrków Trybunalski (Peterkau), Kleinpolen

Slowakei
- Piaristenkloster Nitra

Tschechien
- Piaristenkloster Nikolsburg  (Mikulov), Mähren, (1631–1950), erstes deutschsprachiges Piaristenkloster
- Piaristenkloster in Schlackenwerth (Ostrov nad Ohří)